# 甲斐よしひろ2011 愛のろくでなしツアー
『甲斐よしひろ2011 愛のろくでなしツアー』は、2011年12月に発売された甲斐よしひろのファンクラブ通販限定映像作品。品番はDVDがKAID-18、CDがKAIC-14

## 概要
2011年6月25日横浜を皮切りに、11都市14公演で開催されたツアー『甲斐よしひろ2011 愛のろくでなしツアー』の東京公演の模様を収録したライヴDVD。このツアーはツインリード・キーボードレスという編成で組まれた3年ぶりのソロツアーであり、ライブハウス『Zepp』を中心にスケジュールが組まれた。
ファンクラブ『BEAT VISION』からFC限定で通販され、ボーナスCDとして2011年に甲斐が行ったライブからピックアップされたライブテイクを収録した9曲入りのCDとセットにされた2枚組仕様となっている。
このツアーおよび2011年のライブ音源の一部はAmazonのMP3ダウンロードストアでもダウンロードが可能となっている。

## 収録曲

### DVD（KAID-18）
1. エキセントリック･アベニュー
2. レイン
3. 黒い夏
4. 港からやってきた女
5. スウィート･スムース･ステイトメント
6. 裏切りの季節
7. ジャンキーズロックンロール
8. ウィークエンド･ララバイ
9. 安奈
10. よい国のニュース
11. かりそめのスウィング
12. ダニーボーイに耳をふさいで
13. 翼あるもの
14. 三つ数えろ
15. 漂泊者（アウトロー）
16. 絶対･愛
17. 嵐の季節
18. 風の中の火のように
19. 光あるうちに行け
20. HERO(ヒーローになる時、それは今)

### ボーナスCD（KAIC-14）
1. よい国のニュース（Live in Ishinomaki）
2. 破れたハートを売り物に (Live in Ishinomaki)
3. 安奈 (Live in Ishinomaki)
4. ビューティフル･エネルギー (Music City Tenjin 2011)
5. ウィークエンド･ララバイ (Live in Tokyo)
6. スウィート･スムース･ステイトメント (Live in Tokyo)
7. 別離の黄昏 (Instore Live in Osaka)
8. 赤い靴のバレリーナ (Instore Live in Tokyo)
9. 「祭ばやしが聞こえる」のテーマ (Instore Live in Tokyo)

## ツアーセットリスト
1. エキセントリック･アベニュー
2. レイン
3. 黒い夏
4. 港からやってきた女
5. スウィート･スムース･ステイトメント
6. 裏切りの季節
7. ジャンキーズロックンロール
8. ウィークエンド･ララバイ
9. 安奈
10. よい国のニュース
11. かりそめのスウィング
12. ダニーボーイに耳をふさいで
13. 翼あるもの
14. 三つ数えろ
15. 漂泊者（アウトロー）
16. 絶対･愛
17. 嵐の季節
18. ダイナマイトが150屯
19. 風の中の火のように
20. HERO(ヒーローになる時、それは今)
21. 光あるうちに行け

## ダウンロード販売
「甲斐よしひろ2011 愛のろくでなしツアー」は、2012年1月10日から配信が開始された甲斐よしひろの配信限定ライブ・トラックス。

### 概要
AmazonのMP3ダウンロードにて配信されたライブトラックス。この音源は、2011年に甲斐が行ったライブからのピックアップされた2曲となっている。

### 収録曲
1. 破れたハートを売り物に （Live in Ishinomaki）
2. Thank You （Instore Live in Tokyo）